# ТЕЦ Лодзь-3
ТЕЦ Лодзь-3 (ЕС-3) — теплоелектроцентраль в однойменному місті в центральній Польщі.
У 1968—1969 роках на станції ввели в експлуатацію два котли типу ОР-130, постачені сосновецькою компанією Fakop. Вони живили одну турбіну виробництва чеського Першого Брненського машинобудівного заводу потужністю 33,5 МВт. А в 1971-му, 1974-му та 1977-му запустили три однотипні блоки ВС-50, обладнані котлами ОР-230 виробництва Rafako (Рацибуж) та турбінами ельблонзької компанії Zamech 13UP55 потужністю по 55 МВт.
Для покриття пікових навантажень у теплосистемі в 1972—1975 роках встановили мазутні водогрійні котли, що довело теплову потужність станції до 953 МВт. Станом на кінець 2010-х в експлуатації знаходились три водогрійні котли типу PTWM-100.
Наразі котел ОР-230 (станційний номер К-3) перевели на спалювання біомаси.
Видалення продуктів згоряння відбувається за допомогою димарів висотою 180 метрів та 120 метрів.